# Nguyễn Quang Riệu
Nguyễn Quang Riệu (sinh 15 tháng 6 năm 1932, tại Hải Phòng - mất 5 tháng 1 năm 2021, tại Paris, Pháp), là nhà vật lý thiên văn Việt kiều tại Pháp. Ông là người con đầu trong một gia đình có ba anh em trai sau này đều trở thành những nhà khoa học tên tuổi. Là giáo sư-tiến sĩ tại Đại học Sorbonne (Paris), giám đốc nghiên cứu tại Đài thiên văn Paris, ông đã công bố trên 150 công trình khoa học về vật lý thiên văn (đặc biệt trong lĩnh vực thiên văn vô tuyến, tên gọi tiếng Anh là Radioastronomy) trên các tạp chí khoa học quốc tế, viết nhiều sách (cả sách chuyên ngành và sách phổ biến khoa học) bằng tiếng nước ngoài và tiếng Việt. Ông cũng là Giám đốc Nghiên cứu Danh dự (Emeritus) của Trung tâm Quốc gia Nghiên cứu khoa học Pháp (CNRS). Năm 1973, ông đã được nhận giải thưởng của Viện Hàn lâm Khoa học Pháp sau khi đã phát hiện và xác định chính xác vị trí xảy ra vụ nổ trong chòm sao Thiên Nga (Cygnus X3). Cùng với Giáo sư Trịnh Xuân Thuận, Giáo sư-Tiến sĩ Nguyễn Quang Riệu được coi là một trong số rất ít nhà khoa học gốc Việt trên thế giới không ngại dấn thân và đạt được những thành công trong ngành thiên văn học, một ngành khoa học đến giờ vẫn được coi là non trẻ và ít có điều kiện phát triển tại Việt Nam. Ông cũng là một trong những nhà khoa học đi tiên phong trong việc phổ biến cũng như vun đắp tình yêu của nhiều bạn trẻ Việt Nam đối với môn thiên văn học.

## Thân thế và sự nghiệp

### Ước mơ tuổi thơ
Nguyễn Quang Riệu cùng hai người em ruột của ông đều sinh ra và sống những năm thơ ấu tại Hải Phòng. Ông Nguyễn Văn Đính (quê ở làng Lai Xá, huyện Hoài Đức, tỉnh Sơn Tây cũ) đã di cư đến lập nghiệp ở Hải Phòng đầu những năm 1930. Tại đây ông mở hiệu ảnh nổi tiếng mang tên Phúc Lai và kết hôn với một người phụ nữ địa phương là bà Nguyễn Thị Thoa rồi sinh ra ba người con trai sau này đều trở thành những nhà khoa học tên tuổi. Trong đó người con cả là nhà vật lý thiên văn Nguyễn Quang Riệu (sinh năm 1932), người con thứ hai là nhà giải phẫu học và nhân trắc học Nguyễn Quang Quyền (sinh năm 1934), còn người con thứ ba là nhà hóa học Nguyễn Quý Đạo (sinh năm 1937). Tuổi thiếu thời, GS.TS. Nguyễn Quang Riệu thường được gia đình dẫn lên ngọn đồi có Đài thiên văn Phủ Liễn ở thị xã Kiến An (Hải Phòng) tham quan nên đã sớm yêu thích thiên văn.

### Theo đuổi thiên văn học
Năm 18 tuổi, ông sang Pháp theo học tại Đại học Sorbonne (Paris). Trong thời gian du học, gia đình khuyến khích ông theo ngành hóa học để sau này chế ra phim và giấy ảnh phục vụ cho nghề truyền thống của dòng họ. Tuy nhiên, hình ảnh mái vòm của Đài thiên văn Phủ Liễn và quang cảnh bầu trời tuổi thơ có lẽ đã in sâu vào trí óc ông. Nó đã thúc đẩy vốn đam mê thiên văn học, khơi dậy niềm yêu thích chụp chân dung các vì sao trên trời trong ông. Và rồi, ông dồn hết tâm trí và thời gian đi sâu vào nghiên cứu thiên văn học. Tốt nghiệp đại học lúc Việt Nam còn chiến tranh, ông quyết định ở lại nghiên cứu thiên văn tại Đài thiên văn Paris.
Năm 1972, ông đã quan sát vụ nổ trên chòm sao Thiên Nga và xác định chính xác khoảng cách 30.000 năm ánh sáng từ vị trí vụ nổ tới Trái Đất. Sau đó phát hiện này đã được thông báo rộng rãi đến nhiều đài thiên văn trên thế giới. Vụ nổ này xảy ra ở trên biên giới của dải Ngân Hà, trong chòm sao Thiên Nga và sau đó được đặt tên là Cygnus X3. Phát hiện của ông được tạp chí Nature, một tạp chí khoa học nổi tiếng thế giới dành toàn bộ một số để giới thiệu. Với phát hiện thiên văn quan trọng này, ông được nhiều đài thiên văn và trường đại học trên thế giới mời đến thuyết giảng. Theo lời ông kể lại sau này, để được cấp hộ chiếu qua lại nghiên cứu và thỉnh giảng ở các quốc gia khác nhau nên buộc ông phải nhập quốc tịch Pháp, dù vẫn luôn ý thức rằng mình là công dân Việt Nam.
Từ năm 1976, ông thường xuyên về nước tham gia phát triển và phổ biến ngành vật lý thiên văn và vật lý môi trường, hai lĩnh vực nghiên cứu còn non trẻ ở Việt Nam. Vào thời điểm diễn ra hiện tượng nhật thực toàn phần ngày 25 tháng 10 năm 1995 tại Việt Nam, GS.TS. Nguyễn Quang Riệu được Bộ Ngoại giao Pháp cấp kinh phí để xây và mua thiết bị thiên văn mang về Việt Nam. Sau đó, ông đề nghị để lại thiết bị tại Đại học Quốc gia Hà Nội và Đài thiên văn Phù Liễn (Kiến An, Hải Phòng) giúp sinh viên thực tập quan sát bầu trời. Cũng nhân dịp này, cùng với Bộ Khoa học Công nghệ và Môi trường Việt Nam, ông tham gia tổ chức một Hội thảo quốc tế với mục đích giải thích những hiện tượng thiên nhiên. Bên cạnh đó, ông còn trình bày những thành tựu mới đạt được trong ngành thiên văn. Từ đó, hàng năm ông đều dành ít thời gian về nước tổ chức lớp học về môn vật lý vũ trụ và vật lý môi trường tại Đại học Quốc gia Hà Nội. Đây là chương trình do ông tự khởi xướng, kết hợp giữa Đài thiên văn Paris, Đại học Quốc gia Hà Nội, Đại học Pierre và Marie Curie (Paris) với sự tham gia của Hội Thiên văn Quốc tế. Ông vận động nhiều nhà khoa học nước ngoài cùng về thỉnh giảng. Học viên là những cán bộ nghiên cứu và giảng dạy của các trường đại học và các viện khoa học trong nước. Ông cũng là người đứng ra xin tài trợ học bổng của Chính phủ Pháp cho sinh viên Việt Nam và hướng dẫn họ làm luận án tiến sĩ chuyên ngành vật lý thiên văn tại Pháp.
Với mục tiêu phổ biến khoa học, ông đã viết nhiều cuốn sách về thiên văn học với nội dung dễ hiểu bằng tiếng Việt như: "Vũ trụ phòng thí nghiệm thiên nhiên vĩ đại", "Lang thang trên dải Ngân Hà", "Sông Ngân khi tỏ khi mờ", "Bầu trời tuổi thơ". Ngoài ra, ông còn tham gia soạn một cuốn giáo trình chuyên ngành thiên văn vật lý song ngữ Việt-Anh dành cho sinh viên các trường đại học trong nước. Ông cũng viết nhiều bài báo khoa học đăng trên các báo chí trong nước nhằm giới thiệu ngành thiên văn đến với toàn thể quần chúng.
Là Giám đốc Nghiên cứu Danh dự (Emeritus) của Trung tâm Quốc gia Nghiên cứu khoa học Pháp (CNRS) và công tác tại Đài thiên văn Paris, GS.TS. Nguyễn Quang Riệu đã công bố trên 150 công trình nghiên cứu (đặc biệt trong lĩnh vực thiên văn vô tuyến) tại nhiều hội nghị khoa học lớn và trên các tạp chí khoa học uy tín. Các cuốn sách (cả về chuyên ngành lẫn phổ biến khoa học) trong lĩnh vực vật lý thiên văn do ông xuất bản tại quê nhà đã khơi dậy niềm đam mê nghiên cứu thiên văn học của nhiều thế hệ bạn trẻ Việt Nam những năm qua.
GS Nguyễn Quang Riệu qua đời ngày 5 tháng 1 năm 2021 tại Pháp, do biến chứng từ Covid-19 .

## Một số tác phẩm đã xuất bản tại Việt Nam
- Vũ trụ phòng thí nghiệm thiên nhiên vĩ đại. Nhà xuất bản Giáo dục, 1995 (sách phổ biến khoa học)
- Lang thang trên dải Ngân Hà. Nhà xuất bản Văn hóa thông tin, 1997 (sách phổ biến khoa học)
- Sông Ngân khi tỏ khi mờ - Les Reflets du Fleuve d'Argent. Nhà xuất bản Văn hóa-Thông tin, 1998 (sách phổ biến khoa học, song ngữ Việt-Pháp)
- Bầu trời tuổi thơ. Nhà xuất bản Giáo dục, 2002 (sách phổ biến khoa học)
- Thiên văn vật lý - Astrophysics. đồng tác giả, Nhà xuất bản Giáo dục, 2000 (sách giáo khoa chuyên ngành cấp đại học, song ngữ Việt-Anh)
- Những con đường đến với các vì sao. Nhà xuất bản Khoa học và Kỹ thuật, 2003 (sách chuyên ngành)
- Radioastronomy, The Microwave Engineering Handbook, Volume 3. Publisher: Chapman and Hall (sách chuyên ngành, bản tiếng Anh)

## Ghi nhận
Với những thành tích đạt được trong sự nghiệp khoa học của mình, GS.TS. Nguyễn Quang Riệu đã giữ những cương vị quan trọng như: Giám đốc Nghiên cứu Danh dự (Emeritus) của Trung tâm Quốc gia Nghiên cứu khoa học Pháp (CNRS) và Đài thiên văn Paris, Hội viên của Hội Thiên văn Quốc tế (IAU), thành viên của Ủy ban Quốc tế thực hiện đề án của Cơ quan Vũ trụ châu Âu (ESA) về phóng vệ tinh hồng ngoại (Infrared Space Observatory - ISO) vào vũ trụ.
Năm 1973, với phát hiện thiên văn mang tính khám phá của mình về vụ nổ trong chòm sao Thiên Nga (được đặt tên sau đó là Cygnus X3), ông đã được Viện Hàn lâm Khoa học Pháp trao tặng giải thưởng danh giá A. Janssen trong lĩnh vực vật lý thiên văn.
Ngày 1 tháng 11 năm 2010, Trường Đại học Quốc gia Hà Nội đã tổ chức buổi lễ trao bằng Tiến sĩ Danh dự của trường cho ông.
Với những đóng góp ý nghĩa cho nền khoa học tại quê nhà, ông đã được trao tặng Giải thưởng Vinh danh nước Việt (2004) và Kỷ niệm chương của Ủy ban Trung ương Mặt trận Tổ quốc Việt Nam (2006).